# Музей истории Хостинского района
Музе́й исто́рии Хо́стинского райо́на — культурно-просветительское учреждение в микрорайоне Хоста Хостинского района города Сочи, Краснодарский край, Россия.
Здание дореволюционной постройки (до 1914 года). Ранее в нём находился Хостинский народный дом. После Народного дома в здании был кинотеатр «Луч». Затем был выстроен в центре Хосты новый кинотеатр с таким же названием, а в старом здании разместился клуб «Строитель». Музей открыт в 1995 году. Имеет два экспозиционных зала. Экспозиционная площадь составляет 300 кв. м. В них рассказывается об истории развития курортной отрасли в Хостинском районе г. Сочи. В фондах около 6 тысяч экспонатов.
- 354000 Россия, г. Сочи, ул. 50 лет СССР, 28